# グリーンピース

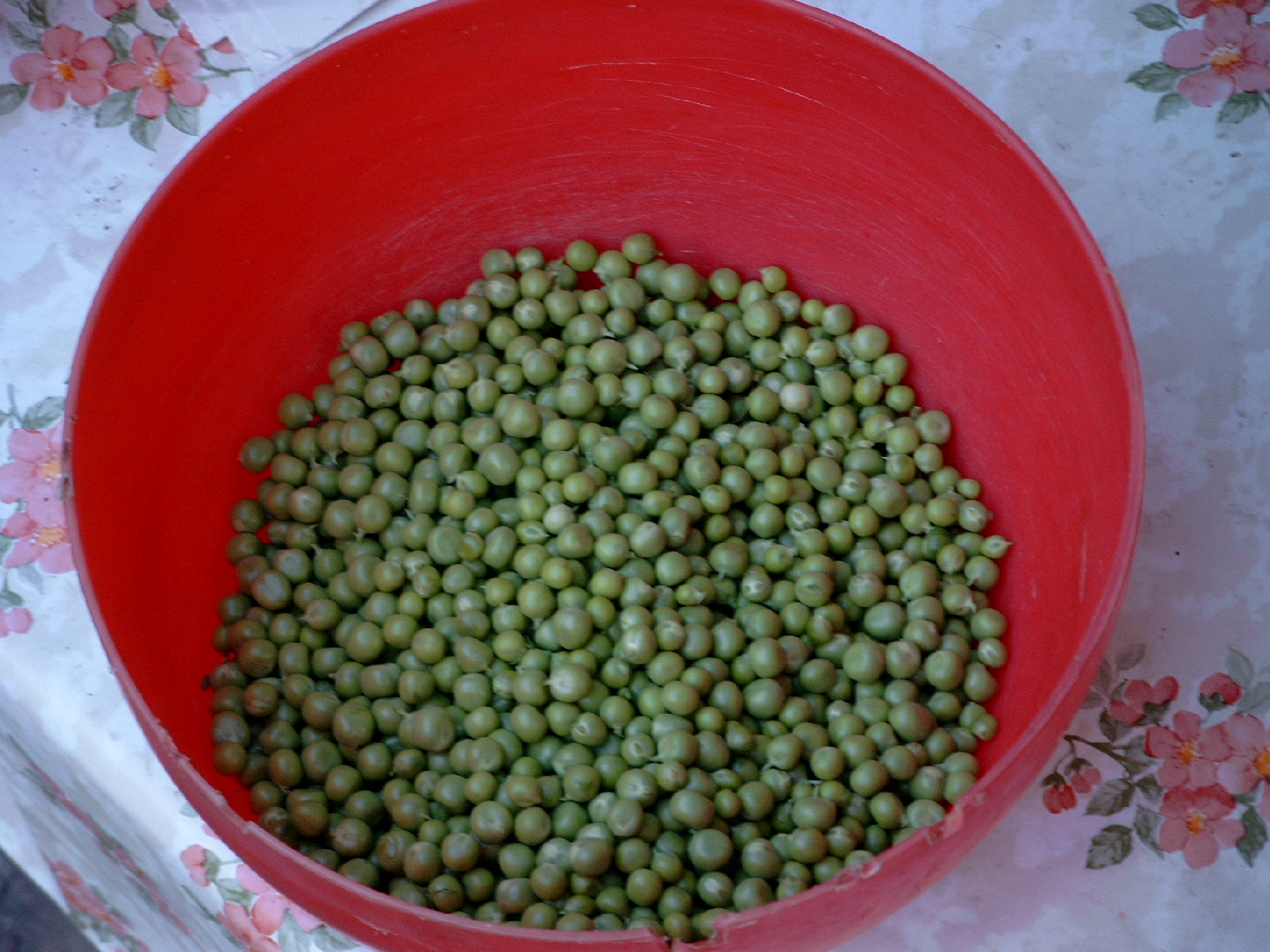
採れたてのグリーンピース

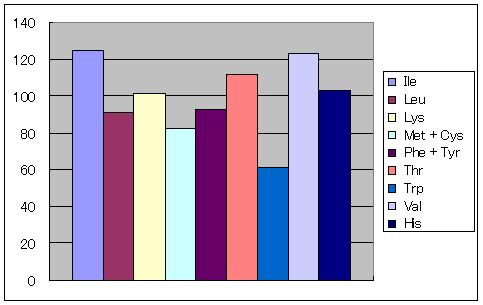
グリーンピースのアミノ酸スコア

グリーンピース（グリンピース、英語: green peas）は、マメ科の野菜、エンドウ（英語: pea、学名：Pisum sativum）の未熟の種子を食用としたものである。青実用エンドウ。またアオエンドウ（青豌豆）、実エンドウとも称する。野菜として市場に出回っている実エンドウは、青実用として食する目的で特に品種改良されたものである。
古代エジプト、古代ギリシアで食用とされていた記録があり、世界最古の農作物ともいわれている。日本に伝来したのは10世紀ごろで、穀物として食べられていた。熟した豆を甘く煮るとうぐいす豆になる。野菜としては糖質が多く、タンパク質、カリウム、ビタミンなどの栄養価も高い。

## 品種
エンドウのなかでも未熟な豆を食べる品種で、別名「えんどう豆」「青豆」「青エンドウ」「実エンドウ」などともよばれている。リョクトウ（緑豆　英語: Mung bean、学名：Vigna radiata）とは別の植物（別属別種）である。
日本では、碓井豌豆（うすいえんどう）という品種が一般のグリーンピースによく似ており、なにわの伝統野菜で知られている。これは明治時代にアメリカ合衆国から輸入された種子が羽曳野市碓井地区に導入され、そこで改良された実用豌豆である。

## 栽培
基本的に秋（10月下旬 - 11月）に種をまいて、苗の状態で越冬させてから春に収穫をする。栽培難度は難しいほうで、育て方はサヤエンドウと同じで適期に種をまくことが肝要となる。連作は嫌うため、同じ畑での栽培は3 - 5年あけたほうがよいとされる。
畑は日当たりの良い場所を選び、堆肥やピートモスなどの本肥を入れて耕したあとに約45センチメートル (cm) 間隔で3 - 4粒ずつ種をまき、浅く覆土して水を与えておくと数日で発芽する。初春に1か所2本ずつに間引きを行い、高さ1.5メートル (m) ほどの支柱を立ててつるを誘引する。春に暖かくなると急に草丈が伸びて花が咲くようになるので、花が咲いている期間は追肥を行って、液肥などを週に1回ほど与えるようにする。実がついて莢が太った頃合いが収穫適期となり、さやが緑色のままでかたくなってしまう前に収穫していく。

## 利用
旬は晩春から初夏（4月 - 6月）で、採れたてのものは風味が良く、味・香り・甘味ともに格別になる。さや全体がふっくらした緑色が鮮やかなもので、中の豆がさやの端まで詰まった粒の大きさが揃っているものが、市場価値の高い良品とされる。生豆として出荷されるものもあるが、ほとんどは缶詰と冷凍品に加工されて、一年中手に入る。
肉料理の付け合せやスープ、豆ごはんなどに利用される。
緑色の色彩が鮮やかなため、カレーライス、チキンライス、カツ丼、焼売などの彩りに用いられるが、独特の青臭さがある。
下茹では、豆を茹でる直前にさやから出して、沸騰させた湯に少量の塩を入れて軽く茹でる。茹で上がった豆は、常温の水に浸けておくことによって、始めはしわが寄るが次第に綺麗に丸く仕上がる。ただし、茹でた豆を冷水や流水に浸けるとしわが寄ってしまう。

### 栄養価
100グラム (g) あたりの熱量は約93キロカロリー (kcal) あり、糖質が多く、野菜の中でも熱量は比較的高めである。ただし、植物性タンパク質やビタミンB1・B2が多いため栄養価が高いのが特徴でもある。余分な塩分を体外に排出する働きがあるカリウムや食物繊維も豊富に含まれており、便秘やむくみの予防に期待できる。

### 保存方法
さやから豆を出すと鮮度が落ちやすく、豆の表皮が次第にかたくなっていくことから、さやごと冷蔵して生の新鮮なうちに茹でて早めに使い切るのが基本である。茹でたグリーンピースは、水に浸けたまま保存容器で冷蔵すれば2 - 3日は保存できる。長期保存する場合は、茹でたあとに水気を切って保存袋に入れて冷凍保存する。

### うぐいす豆
アオエンドウの熟したものを収穫し、それを甘く煮詰めたものはうぐいす豆と呼ばれる。茹でた後に潰して餡にしたものは、うぐいす餡と呼ばれる。煮たものをそのままで食べるほか、和菓子の材料としたり、パン（ウグイスパン）や蒸しパンに入れたりすることがある。